# Математическая психология
Математическая психология — подход к психологическим исследованиям, основанный на математическом моделировании процессов восприятия, мышления, когнитивных и моторных процессов, а также на установлении математизированных правил, которые связывают количественные характеристики стимулов с количественными характеристиками реакций. Математический подход в психологии используется с целью выдвижения более строгих, формализованных гипотез. Реакция организма, поддающаяся количественной оценке, зачастую может быть зафиксирована в процессе выполнения или решения определённых задач: двигательных, когнитивных и т.д.
Поскольку количественная оценка реакции на фиксированный стимул испытуемого является фундаментальной в этом направлении психологии, теория измерений является одной из центральных тем в математической психологии. Поэтому же математическая психология тесно связана с психометрией. Однако в тех случаях, когда психометрия связана с индивидуальными различиями, математическая психология фокусируется на моделях процессов восприятия, когнитивных и моторных процессов, которые выводятся из «усредненного индивида». Кроме того, когда психометрия исследует статистическую структуру зависимости между переменными, наблюдаемыми в популяции, математическая психология фокусируется на формализации данных, полученных экспериментально, и поэтому еще более тесно связана с экспериментальной психологией / когнитивной психологией.
Математические психологи активно работают во многих областях психологии, особенно в психофизике, анализе ощущений и восприятия, анализе процесса решения задач и принятия решений в когнитивной психологии.

## История
Математическое моделирование имеет долгую историю в психологии, начиная с 19-го века, когда Эрнст Вебер (1795—1878) и Густав Фехнер (1801—1887) были одними из первых, кто успешно применил математическую технику функциональных уравнений к описанию психологических процессов. Тем самым они создали область экспериментальной психологии в целом и психофизики в частности.
Астрономы в 19-м веке наносили на карту расстояния между звездами, обозначая точное время прохождения звезды через центр разметочной сетки на линзе телескопа. Из-за отсутствия инструментов точной автоматической регистрации, эти измерения времени основывались исключительно на скорости реакции человека. Было отмечено, что существуют небольшие систематические различия во времени, замеряемом разными астрономами. Они впервые были систематически изучены немецким астрономом Фридрихом Бесселем (1782—1846). Бессель вывел серию уравнений на основе замеров элементарной скорости реакции, которые бы позволили исправить индивидуальные погрешности в астрономических расчетах. Независимо от этого, физик Герман фон Гельмгольц измерил время реакции, чтобы определить скорость нервной проводимости.
Эти два направления работы объединились в исследованиях голландского физиолога Ф. С. Дондерса и его ученика Дж. Дж. Де Ягера, которые выдвинули гипотезу о связи времени реакции и скорости мыслительных операций. Дондерс предполагал использование своей теории для научного вывода элементов сложной когнитивной деятельности путем измерения времени, необходимой на элементарные реакции.
Первая психологическая лаборатория была основана в Германии Вильгельмом Вундтом, который широко использовал идеи Дондерса. Однако результаты, полученные в его лаборатории, было трудно воспроизвести, что оказалось связано с методом интроспекции, повсеместно использовавшемся в работах Вундта. Проблемы возникали из-за индивидуальных различий в скорости реакции астрономов. Хотя Вундт, похоже, не интересовался этими индивидуальными вариациями и сосредоточился на изучении человеческого разума вообще, его американский студент Джеймс Маккин Кэттелл был заинтересован этими различиями и начал работать над их исследованием во время своего пребывания в Англии.
Провал интроспективного метода Вундта привёл к возникновению различных новых идейных направлений. В Англии, под влиянием антропометрических исследований, проводимых Фрэнсисом Гальтоном, интерес сосредоточился на индивидуальных различиях между людьми по психологическим переменным в соответствии с работой Бесселя. Кэттелл вскоре перенял методы Гальтона и помог заложить фундамент психометрии.

### 20 век
В США, бихевиоризм развивался как оппозиция интроспекционизму, развернув фокус психологических исследований на различные теории обучения и научения. В Европе же, интроспективные методы сохранились в гештальтпсихологии. Бихевиоризм доминировал в американской психологии вплоть до конца Второй мировой войны. Формализованные теории в основном отсутствовали (за исключением теорий, описывающих слуховое и зрительное восприятие).
Во время войны проводилось огромное количество исследований в области инженерии, математической логики, теории вычислимости, информатики, математики, а военным было необходимо понимание основ человеческого поведения и физиологических, психологических пределов организма (чувствительности, пороговые раздражители, особенности восприятия). Многие из этих исследований объединяли работы экономистов, математиков, психологов, инженеров и физиков вместе. Из смеси этих дисциплин и их методов выросла новая область (одна из множества) — математическая психология. Особенно большое влияние на развитие психологической мысли того периода оказали такие теории, как: теория игр, теория информации, теория линейных систем, теория случайных процессов, математическая логика.
В этот же период были опубликованы две работы, которые помогли явно обозначить зарождение новой дисциплины в мире, где всё ещё доминировали бихевиористы. Это была статьи в Psychological Review. Первая, была написана Bush и Mosteller и заложила основы операторного подхода в теориях обучения ,
и работа Estes, которая заложила основы работ со стимульным материалом в теоретической психологии. Эти две работы содержали первое детальное формальное описание результатов экспериментов с обучением.
В 1950-х годах произошел всплеск математических теорий психологических процессов, в том числе была сформулирована Luce’s choice axiom, Тэннер и Светс разработали приложение теории обнаружения сигнала к обнаружению человеком стимулов, а также подход Миллера к информационным процессам в психологии.. К концу 1950-х число математических психологов выросло уже до нескольких десятков, не считая тех, кто занимался исключительно психометрией. Большая часть из них работала в Университете Индианы, Мичигана, Пенсильвании и Стенфорда.
Для того, чтобы более явно выделить предмет и область применения математической психологии, основываясь во многом на работах 1950-х годов, был написан ряд учебников Льюсом, Бушем и Галантером: два учебника и три сборника статей. Летом 1963 года появилась потребность в создании централизованного журнального издания, которое бы позволило объединить в себе наиболее свежие и актуальные публикации в области теоретической математической психологии. Инициатива была выдвинута и позже реализована такими людьми, как Ричард Аткинсон, Вильям Эстес, Данкан Льюс и Патрик Саппес. В январе 1964 года ими был основан журнал Journal of Mathematical Psychology.
Под влиянием исследований в математической логике, информатике, теории вычислений и лингвистике, в 1960-х работы в области математической психологии также начинают тяготеть к исследованиям механизмов вычислимости. Примерами последних являются так называемые когнитивные архитектуры (например, продукционная модель представления знаний, ACT-R), а также коннекционизм или нейронные сети.
Значимыми результатами также являются математизированные психофизические законы, выявляющими связи между величиной стимула и интенсивностью ощущения: закон Вебера-Фехнера, закон Стивенса, закон сравнительных суждений Тёрстоуна, теория обнаружения сигнала, matching law, Rescorla-Wagner model. В то время как первые три закона имеют детерминированный характер, последующие установленные отношения являются более стохастическими. Это было общей темой эволюции в математическом моделировании психологических процессов: от детерминистических отношений, как в классической физике, к стохастическим моделям.

## Значимые математические психологи
- Джон Андерсон
- Ричард Аткинсон
- Уильям Батчер
- Джером Базмейер
- Ганс Колониус
- Клид Кумбс
- Робин Дейвс
- Эхтибар Джафаров
- Уильям Эстес
- Джин-Клауд Фолмэн
- Б.Ф.Грин
- Даниел Канеман
- Роджер Кирк
- Д. Кранц
- В.Р.Лэйминг
- Р. Данкан Льюс
- Дэвид Марр
- Джеймс Макклелланд
- Джефф Миллер
- Дэей Мюинг
- Льюис Наренс
- Аллен Ньюэлл
- Роберт Нософски
- Роджер Ратклиф
- Дэвид Румельхарт
- Герберт Саймон
- Роджер Шепард
- Ричард Шифрин
- Стенли Стивенс
- Джордж Сперлинг
- Саул Стернберг
- Патрик Саппес
- Джон Светс
- Джошуа Таненбаум
- Джеймс Тоунсенд
- Луис Тёрстоун
- Амос Тверски
- Рольф Ульрих
- Дирк Ворберг
- Эрик-Джэйн Вэйдженмэйкер
- Томас Виккенс

## Журналы и организации
Основные журналы — British Journal of Mathematical and Statistical Psychology и Journal of Mathematical Psychology. В этой области также проводятся три ежегодные конференции: ежегодное собрание Общества математической психологии в США, ежегодное собрание Европейского психолого-математического сообщества и Австралийская конференция по математической психологии.